# Thamine Tadama-Groeneveld
Thamina Henriëtte Bartholda Jacoba ('Thamine') Tadama-Groeneveld, née le 15 octobre 1871 à Utrecht et morte le 4 mars 1938 à Zandvoort, est une peintre néerlandaise. Elle fait surtout des marines et des paysages marins et travaille dans un style impressionniste. 

## Biographie
Thamine Tadama-Groeneveld naît en 1871 à Utrecht.
Thamine Groeneveld est une apprentie de Carel Dake (nl) et Willem van Konijnenburg (nl), entre autres.
Elle épouse le peintre Fokko Tadama (en) en 1895.
Au début, elle peint des natures mortes de fleurs, plus tard principalement des plages et des paysages marins, à l'huile et à l'aquarelle. Elle peint souvent des portraits de femmes de pêcheurs. Elle réalise également un certain nombre de paysages.
Tadama-Groeneveld travaille à Heelsum, Bloemendaal, Katwijk aan Zee, Egmond aan Zee et Veenendaal. À Egmond, elle est membre de l'école Egmond de George Hitchcock au début du siècle. Elle travaille surtout dans un style impressionniste, mais elle produit aussi un certain nombre de peintures plus réalistes.
Elle figure aux expositions de Paris et obtient une mention honorable en 1908.
Tadama-Groeneveld expose à Amsterdam, La Haye et Arnhem (où elle gagne une médaille d'argent en 1912). Elle est membre de l'association d'artistes Arti et Amicitiae à Amsterdam.
Elle meurt en 1938, à l'âge de 66 ans.
Son œuvre est en possession du musée de Katwijk et de collections nationales et internationales d'institutions, d'entreprises et de particuliers.

## Galerie

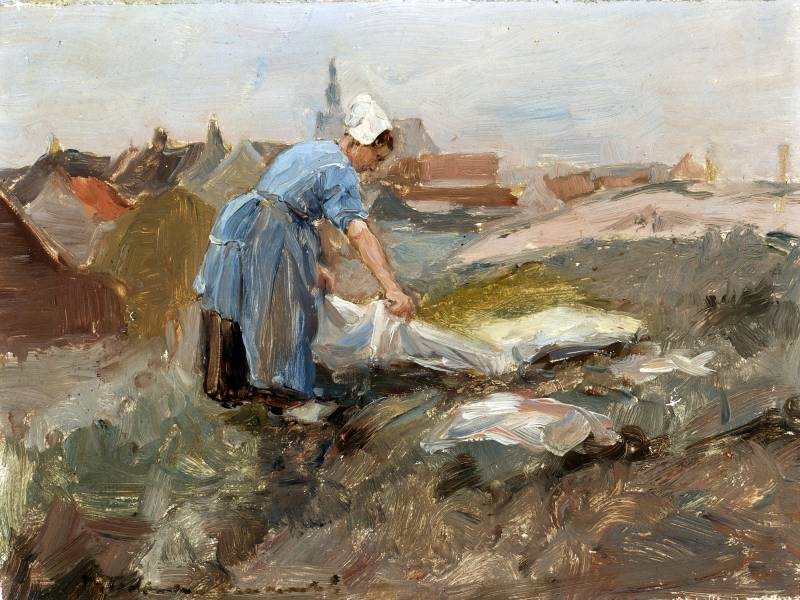
Katwijkse vissersvrouw op een bleekveldje
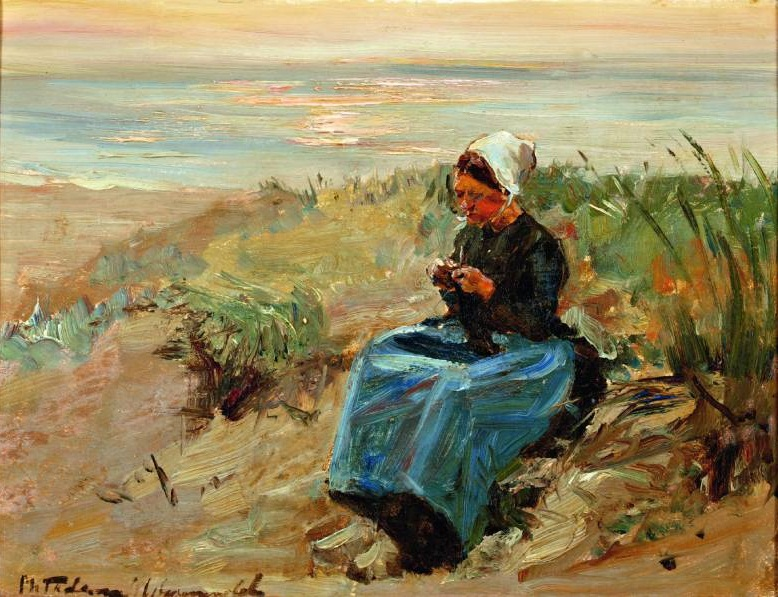
Vissersvrouw in het duin tegen zonsondergang
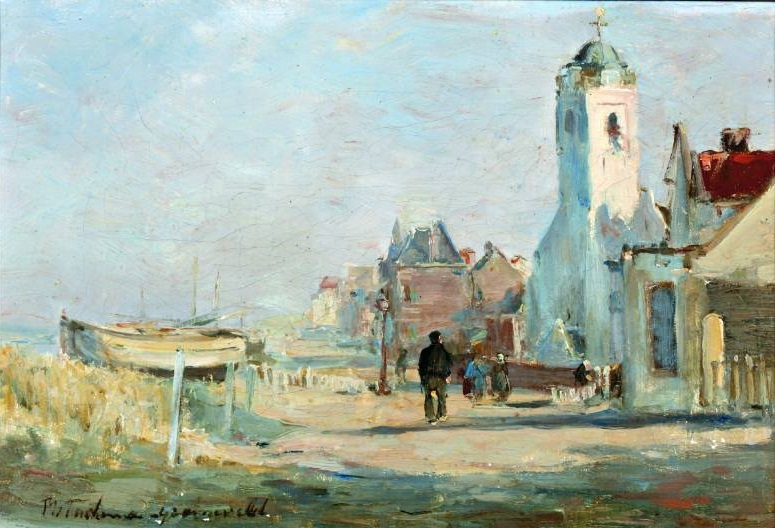
Katwijk met de Oude Kerk aan zee
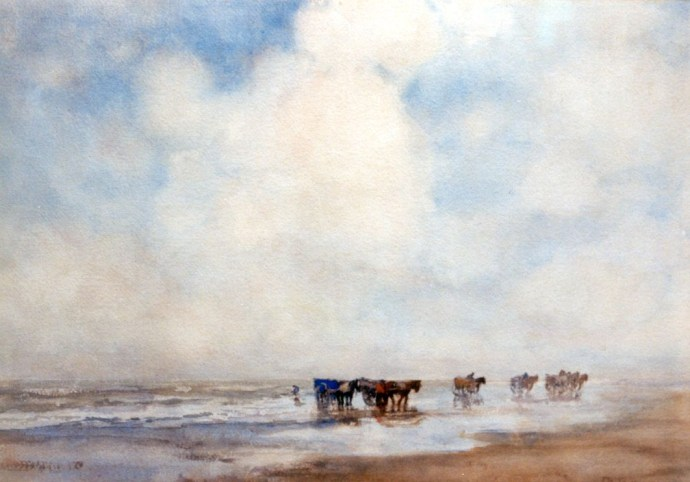
Schelpenvissers langs de waterlijn